# Анна Марія Сольмс-Зонненвальдська
Анна Марія Сольмс-Зонненвальдська (нім. Anna Maria zu Solms-Sonnenwalde; 24 січня 1585 — 20 листопада 1634) — представниця німецької знаті XVI—XVII століття, графиня Сольмс-Зонненвальдська від народження, донька Отто Сольмс-Зонненвальдського та Анни Амалії Нассау-Вайльбург, дружина першого графа Гогенлое-Лангенбург Філіпа Ернеста.

## Біографія
Анна Марія народилась 24 січня 1585 року у Зонневальде. Вона була дочкою графа Отто Сольмс-Зонненвальдського та його дружини Анни Амалії Нассау-Вайльбург.
У 24-річному віці вона вийшла заміж за четвертого сина графа Вольфґанґа Гогенлое-Вайкерсхайм, Філіпа Ернеста. Весілля відбулося 26 січня 1609 року у Зонневальде. За півроку, після смерті Вольфґанґа, Філіп Ернест із братами поділив спадщину і отримав у володіння Лангенбург. Відразу ж він почав перебудову місцевої фортеці у замок-резиденцію. У подружжя народилося одинадцятеро дітей. 
Філіп Ернест помер у 1628 році. Правління на себе перебрала Анна Марія. Під час наступу шведів у Тридцятирічній війні втекла із матір'ю та дітьми під охороною 200 вершників, наданих пфальцграфом Рейнським. Вони попрямували до Саарбрюкену, а звідти — до Отвайлеру, рідного міста матері.
Там Анна Марія і померла 20 листопада 1634 року. Похована разом із чоловіком у церкві Лангенбургу. Кам'яний монумент на їхній могилі досі знаходиться за церковним вівтарем.

## Родина
Чоловік — Філіп Ернест, граф Гогенлое-Лангенбурзький
Діти:
- Вольфґанґ Отто (1611—1632) — був неодруженим, дітей не мав;
- Філіп Ернест (* та † 1612) — помер відразу після народження;
- Людвіґ Крафт (1613—1632) — був неодруженим, дітей не мав;
- Філіп Моріц (1614—1635) — був неодруженим, дітей не мав;
- Георг Фрідріх (1615—1616) — помер немовлям;
- Анна Магдалена (1617—1671) — була пошлюблена з бургграфом Кірбергу, мала семеро дітей;
- Доротея Софія (1618—?)
- Йоакім Альбрехт (1619—1675)
- Ева Крістіна (1621—1681) — була одружена з графом цу Гогенлое-Вальденбург Вольфгангом Фрідріхом, народила дев'ятеро дітей;
- Марія Юліана (1623—1695) — була двічі одружена, мала шестеро дітей від першого шлюбу;
- Генріх Фрідріх (1625—1699) — був двічі одруженим, мав численних нащадків.